# Torre de Grade

Torre de Grade na antiga freguesia de Grade (Arcos de Valdevez)

A Torre de Grade, Torre e casa da Grade ou Torre de Faro fica em Grade (Arcos de Valdevez), na atual freguesia de Grade e Carralcova, município de Arcos de Valdevez, distrito de Viana do Castelo, em Portugal.
Trata-se de uma das muitas casas-torres que pontuaram a paisagem do Entre-Douro-e-Minho nos finais da Idade Média. Na actualidade, e apesar das múltiplas transformações ocorridas, a sua silhueta modesta recorda ainda esse passado medieval.
Está classificada como Imóvel de Interesse Público desde 1978.

## História
As suas origens recuam ao século XV, mais precisamente à altura em que Álvaro Pires de Grade, marido de D. Branca Lopes Pacheco, pertencente a uma das mais importantes famílias portuguesas da segunda metade do século XIV, mandou construir a torre senhorial para sua residência. Dessa altura, conserva-se ainda parte da estrutura acastelada, tipicamente baixo-medieval, a lista de proprietários da quinta é extensa, tendo passado para a posse dos morgados da Andorinha nos finais do século XVII, altura em que era detida por Francisco Pereira de Castro.

## Características
É uma torre quadrangular, implantada isoladamente no alto de uma colina dominante, e compõe-se de três pisos, cujos vãos e organização interior foram grandemente adulterados pelas obras modernas. A coroá-la, a todo o redor do edifício, subsiste uma composição de ameias chanfradas, harmonicamente dispostas, que reforçam o carácter militarizado que a construção fundacional pretendeu evidenciar.
Deverá datar dessa época, ou das décadas seguintes, a profunda remodelação do espaço residencial. Não só se patrocinaram reformas na velha estrutura medieval, como se optou por construir um segundo corpo, adossado ao primeiro. Este, é de planta rectangular de dois pisos e recorreu a um aparelho "anárquico", alternando os grandes silhares com abundante pedra miúda consolidada com argamassa. Edificação modesta e de fracos recursos económicos, o espaço divide-se em dois andares claramente diferenciados em termos funcionais: o piso térreo foi destinado a serviços de apoio, enquanto que o andar nobre impõe uma certa simetria ao alçado, com porta central (de arco recto e com acesso através de uma escadaria axial, com patim protegido por corrimão de ferro) ladeado por janela rectangular de guilhotina, faltando a do lado oposto.
Terá sido no mesmo momento em que se edificou este segundo corpo que se realizaram algumas alterações na torre. A porta principal, rasgada ao nível do segundo piso, é de arco recto e é encimada por brasão rectangular com as armas do proprietário. Sobrepõe-se-lhe uma janela de guilhotina semelhante à do corpo moderno, tipologia de vão que se repete noutras fachadas da torre. A face do último piso, voltada ao corpo residencial, possui uma janela de guilhotina ligeiramente desviada do eixo, que rompe com a simetria da fachada principal da torre.
Na posse de privados desde a sua construção, a Torre da Grade permanece como uma referência baixo-medieval na paisagem, evocadora da organização senhorial do espaço e das múltiplas alterações que se sucederam nos edifícios residenciais da nossa nobreza fundiária.